# 1885 în literatură
Anul 1885 în literatură a implicat o serie de evenimente și cărți noi semnificative.  

## Cărți noi
- Hall Caine
  - She's All the World to Me
  - The Shadow of a Crime
- Lewis Carroll - A Tangled Tale
- H. Rider Haggard - King Solomon's Mines

ro.:Minele regelui Solomon
- William Dean Howells - Rise of Sylas Lapham
- Richard Jefferies - After London
- Jerome K. Jerome - On the Stage—and Off
- Guy de Maupassant  - Bel-Ami
- George Meredith - Diana din Crossways
- Daniel Owen - Rhys Lewis
- Walter Pater - Marius the Epicurean
- Robert Louis Stevenson - Prince Otto
- Mark Twain - Adventures of Huckleberry Finn
- Jules Vallés - Jacques Vingtras
- Jules Verne - Mathias Sandorf
- Émile Zola - Germinal
- Sir Richard Burton - O mie și una de nopți